# Jugoistočni tunguski jezici
Jugoistočni južnotunguski jezici, skupina južnotunguskih jezika koju čini zajedno s jugozapadnom skupinom. Obuhvaća 5 jezika unutar dviju užih podskupina, to su nanajska s tri jezika i udegejska s dva jezika. 
Najznačajniji među njima je nanajski s oko 3.900 govornika, a ukupan broj govornika svih jezika je preko 5,100 ljudi. Govore se na području istočnog Sibira, Rusija

## Vanjske poveznice
- Ethnologue (14th)
- Ethnologue (15th)